# 呂祿
吕禄（？—前180年），山陽郡單父縣（今山東省單縣）人。秦末和西漢初人物，漢高祖皇后吕雉的侄子。

## 生平
其父呂释之。漢惠帝七年（前188年），惠帝逝世，呂后開始臨朝專權，任命呂祿和呂澤兩子呂台、呂產為將軍，統領南北軍。次年分封諸呂為王，呂祿被封為胡陵侯。高后七年（前181年）又改封武信侯呂祿為赵王。
高后八年（前180年）七月，呂后病重，任命趙王呂祿為上將軍，並統領北軍；又命呂產統領南軍。呂后更告誡他們在她死後不要去送葬，必定要據兵保衛皇宮以免被反對呂氏集團的劉姓宗室及大臣挾持控制。呂后不久逝世，临终以吕禄之女为少帝刘弘的皇后。
諸呂當時在長安擅權打算叛亂，但因怯於灌嬰和周勃等大臣而未實行。吕禄的另一个女儿是朱虛侯劉章的妻子，将诸吕的密谋告诉丈夫，劉章使哥哥齊王劉襄知道後，舉兵攻打諸呂，並聯絡其他諸侯。呂產於是命灌嬰討伐齐王，但灌嬰不欲助呂氏消滅劉姓宗室勢力，於是按兵滎陽，並和齊王約定，在諸呂反叛時聯兵討伐。此時諸呂亦想起兵叛亂，但因為怯於朝廷中的太尉周勃和朱虛侯劉章，以及在外的齊楚聯軍和可能叛變的灌嬰而猶豫不決。
當時呂祿與呂產獨攬兵權，周勃不能控制禁軍，呂祿與酈寄是知己好友，周勃與陳平於是綁架酈寄的父親酈商，逼酈寄勸呂祿交出兵符。八月，平陽侯曹窋知道了呂產打算入宮作亂，並告知丞相陳平和周勃。此時襄平侯紀通將用兵的符節交給周勃，周勃又命令酈寄再去游說呂祿交出兵權，呂祿完全相信酈寄，於是交出兵權，讓周勃得以入主北軍。同時，呂產仍以為呂祿仍然掌有兵權，依計劃入宮作亂，周勃於是派劉章領兵進宮，殺掉呂產。及後，捕斩吕禄，諸呂勢力很快就被周勃等人剷除。

## 影視形象
- 2010年《美人心計》由杜俊澤飾演 呂祿